# Strzybnica
Strzybnica (niem. Friedrichshütte) – część miasta i dzielnica Tarnowskich Gór położona w północno-zachodniej części miasta. Dawniej osiedle, a także samodzielne miasto.

## Położenie
Strzybnica leży w północno-zachodniej części miasta. Na północy graniczy z Pniowcem, na zachodzie z gminą Tworóg (sołectwa Hanusek i Boruszowice), na południowym zachodzie z Rybną, od południa z Sowicami i na niewielkim odcinku ze Śródmieściem-Centrum, natomiast na wschodzie z Lasowicami.

## Historia

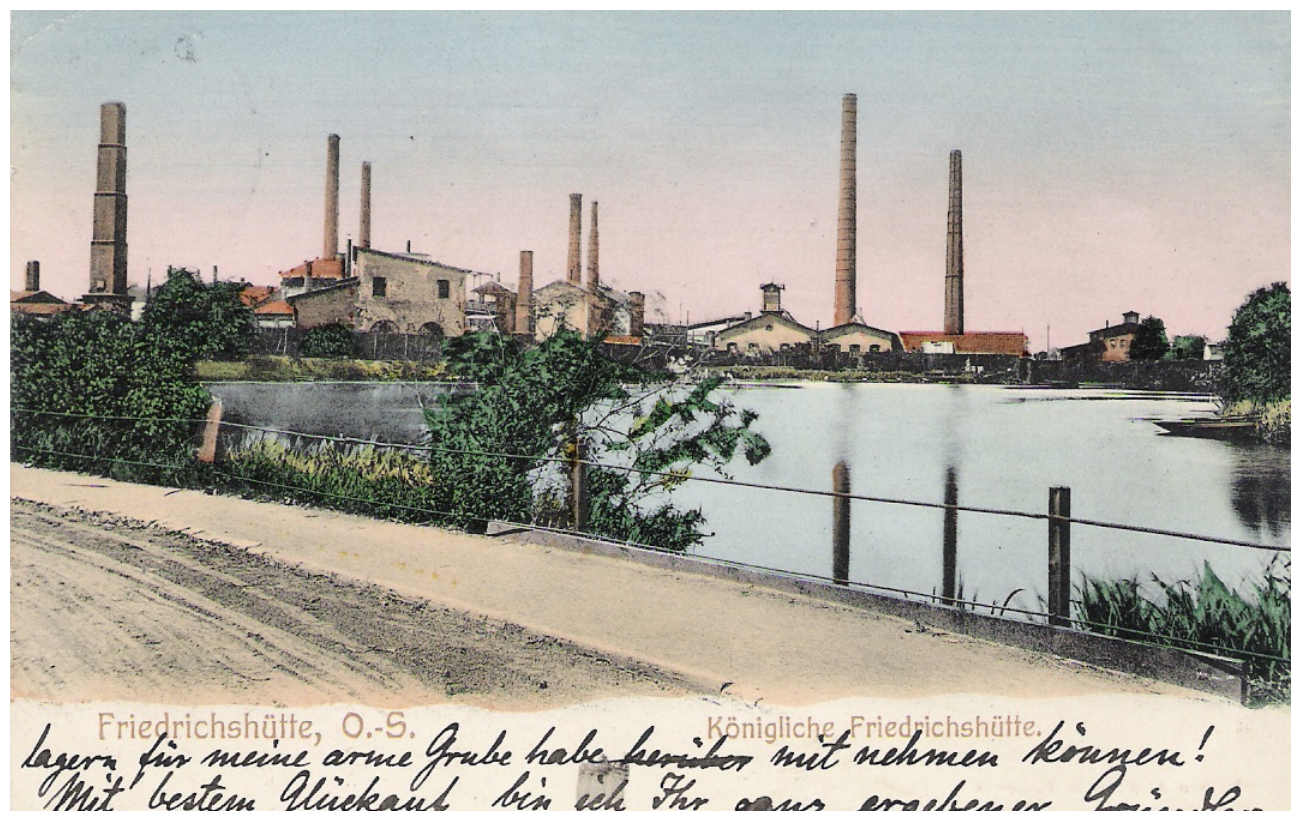
Huta Fryderyk. Pocztówka z l. 1904-1906

Ciągły rozwój osadniczy Strzybnicy zapoczątkowano w 1786 roku. Wówczas rząd Królestwa Prus z inicjatywy hrabiego Friedricha Wilhelma von Redena wybudował hutę przeznaczoną do wytapiania rud srebra, ołowiu i cynku z kopalni „Fryderyk” w Bobrownikach. Kopalnia ta została uruchomiona w 1784 roku, była największą kopalnią rud na Górnym Śląsku aż do 21 kwietnia 1933 roku, kiedy została zamknięta.
W okresie międzywojennym w miejscowości stacjonowała placówka Straży Granicznej I linii „Strzybnica”.
W 1928 roku sołtysem był Jan Hakuba, odznaczony Brązowym Krzyżem Zasługi za „zasługi w przyłączeniu Górnego Śląska do Polski”.
W latach 1946–1954 siedziba gminy Strzybnica.
W latach 50. XX wieku na wschód od Zakładów Przetwórczych „Strzybnica” (późniejszy „Zamet”) założono Park Hutnika.
W 1954 Strzybnica wraz z Piaseczną utworzyły wspólną gromadę.
W latach 1967–1975 Strzybnica była samodzielnym miastem.
W Strzybnicy działa klub sportowy Strzybnica, Tęczowe Przedszkole nr 24, Szkoła Podstawowa nr 13, straż pożarna, tartak oraz rzymskokatolicka parafia Najświętszego Serca Pana Jezusa i Matki Boskiej Fatimskiej. W latach 2009–2014 swoją siedzibę miało tutaj również Wydawnictwo św. Macieja Apostoła.

## Transport

### Transport drogowy

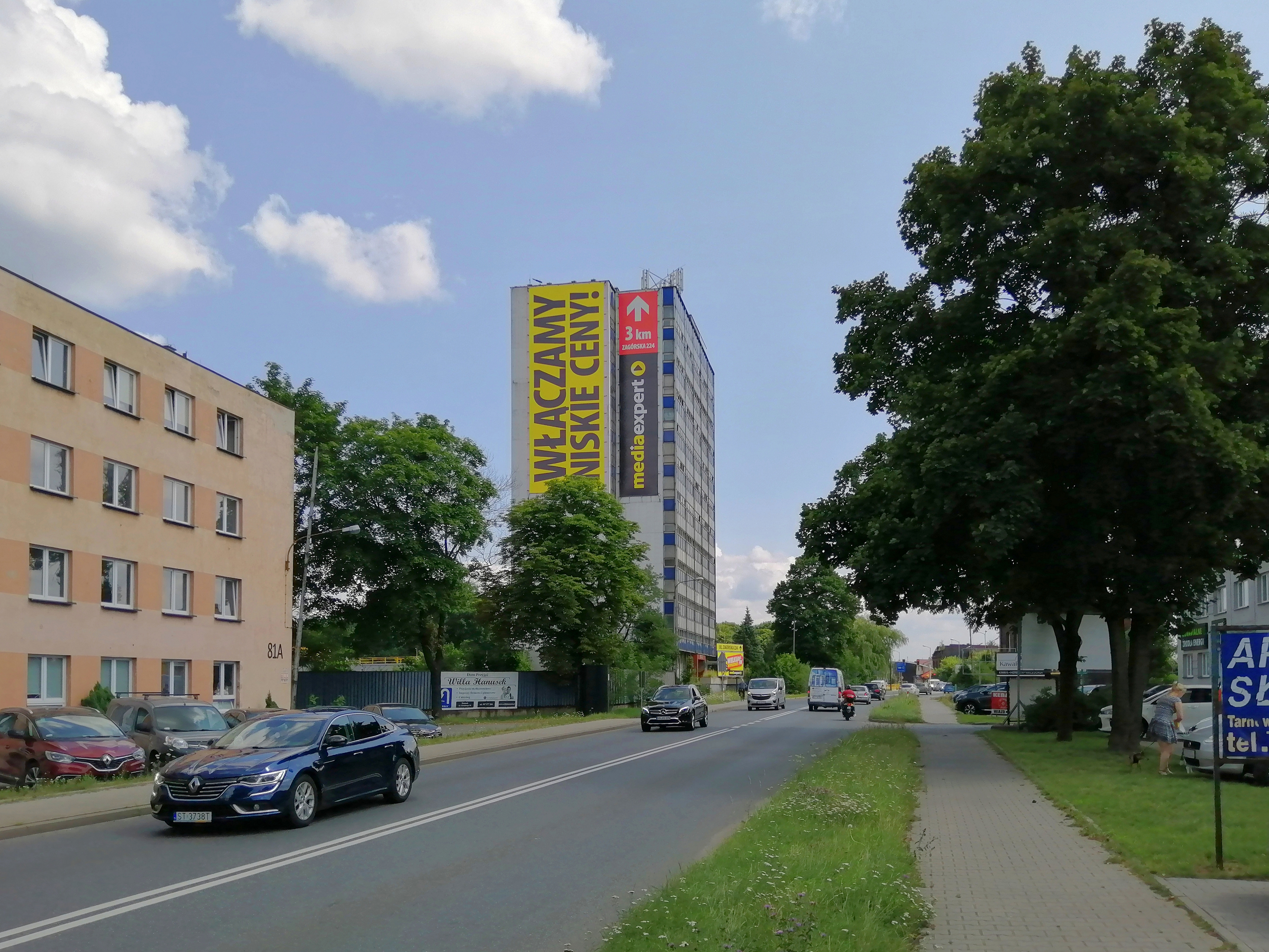
Ulica Zagórska, główna ulica dzielnicy

Główną ulicą przebiegającą przez Strzybnicę jest zbudowana w 1847 roku droga łącząca Tarnowskie Góry z Opolem – obecnie ulica Zagórska. Stanowi ona część drogi krajowej nr 11 (drogi jednojezdniowej klasy GP na odcinku Tworóg – Bytom).

### Transport kolejowy
Wzdłuż ulicy Zagórskiej biegnie linia kolejowa nr 144 łącząca stacje Tarnowskie Góry i Opole Główne. Na terenie dzielnicy zlokalizowana jest stacja Tarnowskie Góry Strzybnica, na której ruch pasażerski został zawieszony w grudniu 2011 roku wraz z wejściem w życie nowego rozkładu jazdy likwidującego cztery pary pociągów relacji Tarnowskie Góry – Zawadzkie – Opole Główne. Powodem jest wycofanie się województwa śląskiego z organizacji przewozów na tej linii spowodowane niską frekwencją w pociągach.

### Komunikacja miejska

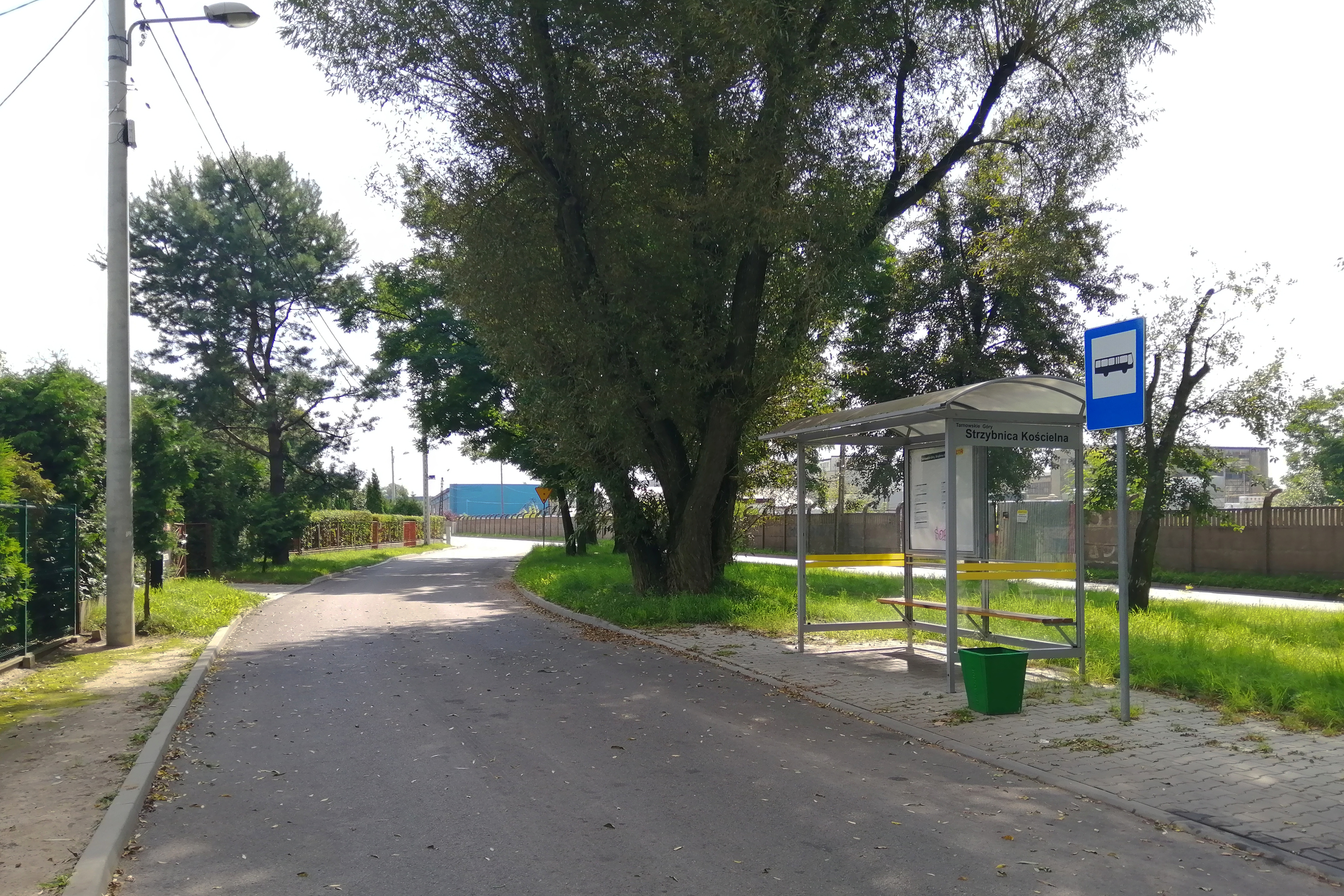
Przystanek Strzybnica Kościelna przy ul. Kościelnej

Publiczny transport zbiorowy na terenie dzielnicy obejmuje przewozy autobusowe, których organizatorem od 1 stycznia 2019 jest Zarząd Transportu Metropolitalnego.
Według stanu z grudnia 2022 przez Strzybnicę przejeżdżają i zatrzymują się autobusy kursujące na liniach:
- 78 (Tarnowskie Góry Dworzec – Miedary Posesja 17),
- 129 (Tarnowskie Góry Dworzec – Krupski Młyn Słoneczna),
- 142 (Tarnowskie Góry Dworzec – Strzybnica Kościelna),
- 143 (Tarnowskie Góry Dworzec – Nowa Wieś Pętla),
- 189 (Tarnowskie Góry Dworzec – Strzybnica Kościelna),
- 670 (Tarnowskie Góry Dworzec – Pniowiec Pętla),
- 671 (Tarnowskie Góry Dworzec – Pniowiec Pętla),
- 736 (Pniowiec Pętla – Miedary Tarnogórska),
- 780 (Stare Tarnowice GCR – Szarlej Kaufland).

Na terenie dzielnicy znajdują się przystanki: Strzybnica Park Hutnika, Strzybnica Zametowska, Strzybnica Grzybowa, Strzybnica Kościół, Strzybnica Kościelna, Strzybnica Szkoła oraz przystanki na żądanie: Strzybnica Ferma, Strzybnica Osiedle i Strzybnica Poczta.

## Herb
Według statutu dzielnicy Strzybnica do 2015 roku herbem dzielnicy był:

(...) złote kowadło, formą zbliżone do pieca hutniczego, umieszczone na niebieskim tle.

## Ludzie związani ze Strzybnicą
- Friedrich August Bouterwek[15] – niemiecki artysta, tworzący malarstwo historyczne,
- Henryk Nolewajka – polski aktor telewizyjny, filmowy i teatralny.

## Sport
W dzielnicy działa klub piłkarski UKS Unia Strzybnica z siedzibą przy ulicy Armii Krajowej 24. Pierwszy zespół obecnie (sezon 2024/2025) gra w rozgrywkach III ligi śląskiej w grupie bytom-zabrze, natomiast Unia II Strzybnica rywalizuje w ramach śląskiej B-klasy w grupie Bytom II.